# Починное
Починное — исчезнувшее село в Карасукском районе Новосибирской области России. Входило в состав Октябрьского сельсовета.

## География
Располагалось в 4,5 километрах к западу от села Калачи на правом берегу реки Карасук.

## История
Основано в 1925 году. Названо по поволжскому селу Починное (Кратцке). В 1928 году посёлок Починное состоял из 16 хозяйств. В составе Гоффентальского сельсовета Андреевского района Славгородского округа Сибирского края.

## Население
В 1926 году в посёлке проживало 77 человек (45 мужчин и 32 женщины), основное население — немцы.